# Juliusz Tarnowski (polityk)
Juliusz Tarnowski, hrabia, herbu Leliwa (ur. 4 kwietnia 1864 w Wysocku, zm. 3 października 1917 w Warszawie) – ziemianin, przedsiębiorca, działacz oświatowy, prezes Centralnego Towarzystwa Rolniczego i Głównego Komitetu Ratunkowego, polityk konserwatywny - jeden z liderów Stronnictwa Polityki Realnej,

## Życiorys
Ukończył szkołę średnią w Krakowie, gdzie rozpoczął studia prawnicze na UJ. Ukończył politechnikę i praktykę górniczą w Leoben. Po powrocie do kraju osiadł w dobrach koneckich, gdzie pod okiem ojca modernizował zakłady, m.in. wybudował drugi wielki piec w hucie w Stąporkowie (należącej wówczas do największych hut prywatnych). W 1893 na zasadzie umowy notarialnej z ojcem wszedł w posiadanie dóbr w charakterze administratora (nie posiadał bowiem poddaństwa rosyjskiego i stąd nie mógł zostać pełnoprawnym właścicielem majątku). Po przyjęciu poddaństwa rosyjskiego po śmierci ojca w 1894 został właścicielem klucza Wielkie Końskie. Liczyły one wówczas  23.846 mórg gruntu, w tym 20.629 mórg lasu. Należały do wybitnie uprzemysłowionych. Znajdowały się w nich młyny, tartaki, kamieniołomy, terpentyniarnie, kopalnie rudy żelaznej, zakłady metalowe oraz huta żelaza w Stąporkowie (w 1911 sprzedana warsz. firmie metalowej „Bracia Lilpop”).    
W latach 1899-1910 był członkiem Rady Zjazdu Przemysłowców Górniczych i Hutniczych Królestwa Polskiego, od roku 1901 pełnił funkcję prezesa Rady Warszawskiego Oddziału Towarzystwa Popierania Rosyjskiego Przemysłu i Handlu.  Był prezesem Radomskiego Towarzystwa Rolniczego. Od 1905 przewodniczył oddziałowi Centralnego Towarzystwa Rolniczego w Radomiu, Radomskiej Spółce Rolnej oraz Tow. Zachęty Hodowli Koni w Radomiu, które organizowało m.in. zawody hippiczne.  
Aktywnie uczestniczył w życiu miasta Końskie, m.in. był inicjatorem powstania straży ogniowej i przewodniczącym komitetu parafialnego zajmującego się przebudową i modernizacją kościoła. Poparł również powołanie w Końskich gimnazjum. Powołał działające na zasadzie fundacji Stowarzyszenie Emerytalne Pracowników Prywatnych dla pracowników zatrudnionych w dobrach koneckich. Był również prezesem Koneckiego Chrześcijańskiego Towarzystwa Oszczędnościowo – Pożyczkowego „Spójnia”. 
Z przekonań politycznych konserwatysta, był jednym z liderów ugodowego wobec Rosji Stronnictwa Polityki Realnej. Współautor memoriału do Ministra Spraw Zagranicznych Rosji Piotra Światopełk-Mirskiego z 10 listopada 1904 roku, w którym z pozycji lojalistycznych domagano się zaprzestania dyskryminacji Polaków przez samorządy, sądy i instytucje edukacyjne wszystkich szczebli oraz języka polskiego jako szkodliwej również dla Imperium Rosyjskiego. Po wybuchu I wojny światowej opowiadał się za rozwiązaniem sprawy polskiej w oparciu o Rosję. Pełnił wówczas funkcję prezesa Komitetu Obywatelskiego (1914-1915) a następnie Komitetu Ratunkowego (1915-1917) powiatu koneckiego.  

W latach 1916-17 był prezesem Prezydium Centralnego Towarzystwa Rolniczego w Warszawie, a także prezesem Głównego Komitetu Ratunkowego w Lublinie oraz prezesem Zarządu Głównego Towarzystwa Polskiej Macierzy Szkolnej. Sowitym legatem przyczynił się do utworzenia Szkoły Głównej Gospodarstwa Wiejskiego w Warszawie. Był członkiem Komisji Realizacyjnej Tymczasowej Rady Stanu. 

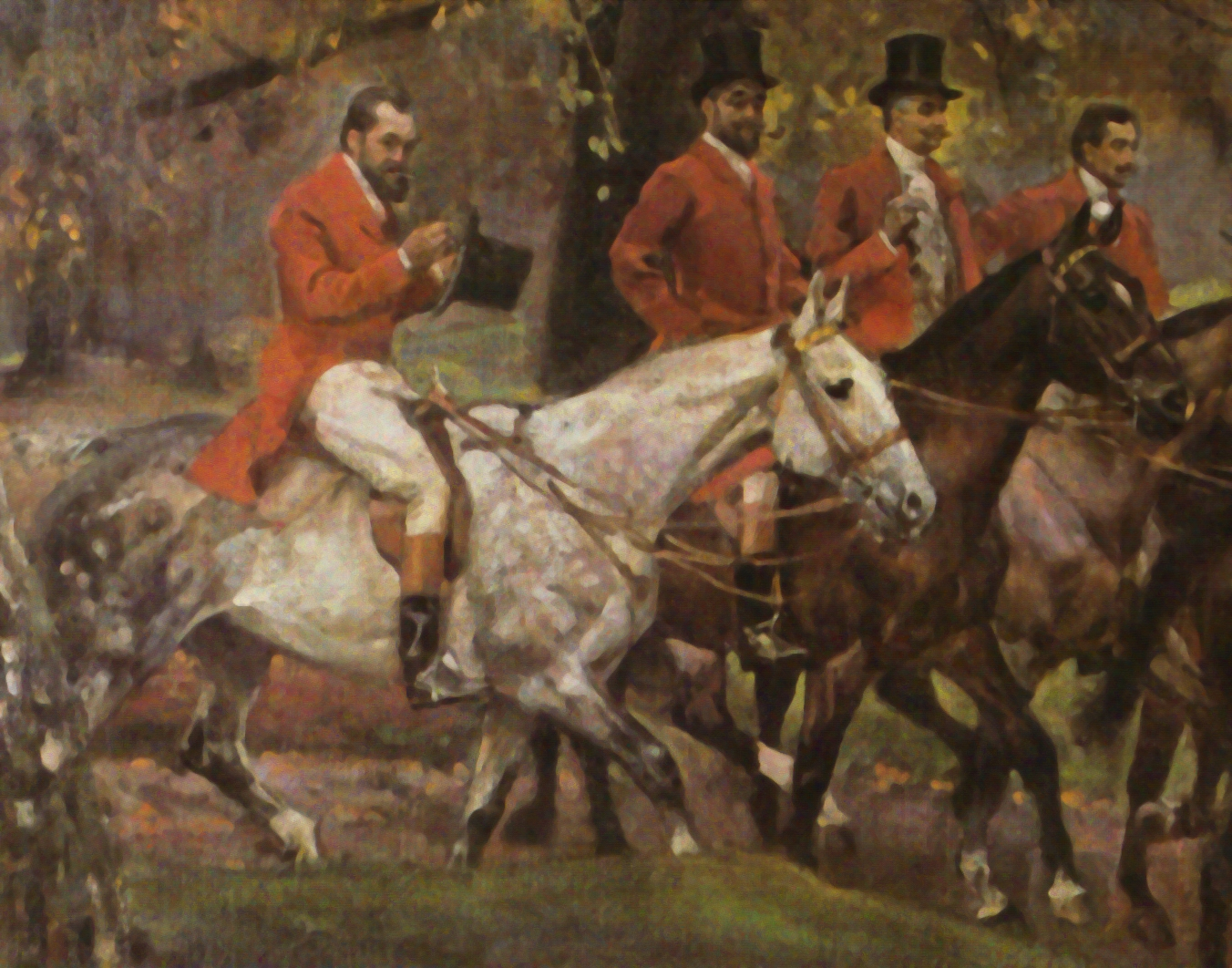
Wojciech Kossak Polowanie par force u Józefa Potockiego w Antoninach z 1909. Fragment z braćmi Juliuszem i Zdzisławem (z kapeluszem w ręku).

Pochowany tymczasowo w Warszawie w krypcie kościoła św. Aleksandra. W krypcie kościoła św. Jana Chrzciciela w Końskich Wacław Krzyżanowski przygotował nowy grobowiec. 6 sierpnia 1918 przewieziono trumnę ze zwłokami do Końskich, gdzie dzień później odbył się ponowny pogrzeb.

## Rodzina i życie prywatne
Pochodził z rodziny arystokratycznej. Syn Jana Dzierżysława Tarnowskiego (1835-1894) i Zofii z Zamoyskich (1839-1930), jego stryjem był Stanisław Tarnowski. Miał braci Zdzisława Jana (1862-1937) i Adama Amora (1866-1946) oraz siostrę Zofię (1869-1954), żonę Stanisława Siemieńskiego-Lewickiego. Ożenił się dwukrotnie: pierwszy raz w 1893 z Marią Gabrielą ze Starzeńskich (1868-1894), a po jej śmierci w 1897 z Anną z Branickich (1876-1953, córka Władysława). Z drugą żoną miał dzieci: Władysława (1904-1979), Juliusza Gabriela (1907-1998), Gabrielę (1903-2000), żonę Władysława Potockiego (1903-1973) oraz Stefana (1906-1943).